# 三尾実業高等学校
三尾実業高等学校（みおじつぎょうこうとうがっこう）とは、和歌山県和歌山市西浜に所在した日本の私立高等学校である。

## 概要
- 1937年、三尾邦三により設置された実業学校に始まる。戦時中から終戦まもない頃、幾度の教育改組を経て1948年に三尾高等学校を創設するも、僅か4年で閉鎖となった。ちなみに、1949年4月30日時点では、商業科のみ女子生徒が3人在籍していた記録がある[1]

## 沿革
- 1937年4月　尋常小学校卒業程度を入学資格とする3年制私立の和歌山実業学校として開校[2]。
- 1941年4月　財団法人和歌山実業学校が成立し、修業年限を5年に変更される[2]。
- 1944年3月　旧来の商業系を廃し、三尾工業学校に転換される[2]。
- 1946年3月　三尾商業学校として再転換される[2]。
- 1948年4月　新制高等学校として三尾高等学校及び三尾中学校が開校する[2]。
- ？ 三尾実業高等学校に校名変更される[3]。
- 1952年3月　廃校[3]

## 学科
- 普通科[1]
- 商業科[1]